# Molophilus (Molophilus) tristylus
Molophilus (Molophilus) tristylus is een tweevleugelige uit de familie steltmuggen (Limoniidae). De soort komt voor in het Australaziatisch gebied.